# Srđan Dizdarević
Srđan Dizdarevic (aussi Srdjan; 29 septembre 1952, Sarajevo - 16 février 2016) est un journaliste, diplomate et activiste pour les droits de l'homme yougoslave et ensuite bosnien.

## Biographie

### Famille et formation
Il vient d'une famille antifasciste de premier plan, de descendance bosniaque, dont les membres sont d'anciens politiciens et des diplomates. Son père Nijaz Dizdarevic était un ancien ambassadeur à Bagdad, Alger et Paris; son oncle Faik Dizdarevic a été pour longtemps ambassadeur à Téhéran, Alger et Madrid; et son autre oncle Raif Dizdarević a été ministre des Affaires étrangères de la Yougoslavie et président de la présidence du pays, encore uni. Il se maria avec Dubravka le 12 août 1972.
Srđan Dizdarevic est diplômé en 1976 de la Faculté de Philosophie de l'Université de Sarajevo. Ensuite il étudie les sciences politiques à Paris. Au cours de ses années universitaires, il était responsable des relations internationales de l'Association des Jeunes Socialistes.

### Carrière de journaliste
Pendant une décennie, il est journaliste professionnel. En 1978, il travaille comme directeur et rédacteur en chef de la section "presse des jeunes" du quotidien Oslobodjenje dont il devient rédacteur en chef adjoint en 1981.

### Carrière diplomatique
Après la mort de Tito, puisque son nom de famille est en train de devenir lourd, il cherche un séjour à l'étranger. Un francophone parfait, en 1987-1991 Dizdarevic travaille dans le service diplomatique comme premier secrétaire de l'ambassade de Yougoslavie à Paris,  jusqu'au moment où - dit-il - « il est devenu impossible de travailler pour une ambassade de la Grande Serbie ».

### A Sarajevo pendant le siège
Il fait retour à Sarajevo le 2 avril 1992, quatre jours avant le début de la guerre. Il passe ensuite les trois ans du siège de Sarajevo dans la ville, refusant toutes les offres de le quitter: « il y avait des moments où je pensais que Sarajevo n’avait qu’une chance sur cent de survivre, mais cette possibilité suffisait », déclara plus tard à Libération.

### Activiste pour les droits de l'homme
Après la guerre de Bosnie, en 1995, il s'engage aux initiatives de la société civile. Il était «un éminent défenseur des droits de l'homme et des libertés en Bosnie-Herzégovine, une critique acerbe de la criminalité et la corruption et défenseur résolu de la paix et de la coexistence. » "
Il a été élu le premier président du Comité Helsinki pour les droits de l'homme en Bosnie-Herzégovine, charge qu'il a occupé jusqu'en 2014; il était aussi membre de l'Association des intellectuels indépendants Cercle 99; L'année suivante, il a été élu membre du Comité exécutif de la Fédération Internationale d'Helsinki et membre élu de la présidence du Parlement Civique Alternatif. En 1997, il a été nommé Ministre des Affaires étrangères du Conseil des ministres alternatif.

Il declara au quotidien serbe Naša Borba en 1997:
« Les accords de Dayton n’admettent aucune alternative. Il faut que nous regroupions toutes les forces non-nationalistes, car elles sont les seules qui peuvent assurer la construction d’une Bosnie-Herzégovine normale »..
En 1998 Dizdarevic a été nommé membre de la Commission électorale provisoire, ainsi que de la Commission indépendante sur les médias. La même année, une décision du Haut Représentant international en Bosnie-Herzégovine l'a nommé au groupe de travail sur la loi électorale permanente.

En 2005 il écrivit:
« Les partis nationalistes sont en train de bloquer toute évolution du pays par peur de perdre le pouvoir. Les autorités religieuses les soutiennent et ceux qui s’opposent au nationalisme, la société civile émergente, n’ont toujours pas assez de poids pour se faire entendre. (...) Il n’y a aucune démocratie en Bosnie-Herzégovine, même pas au niveau de la Constitution, car les habitants de ce pays ne sont pas considérés comme des citoyens, mais comme les membres d’une communauté ethnique déterminée ». 
À la suite de son engagement pour une Bosnie-Herzégovine civique et non-nationaliste en 2008, il a participé conjointement avec le réalisateur Danis Tanovic au début du parti Naša Stranka, qui reste néanmoins marginal aux élections suivantes.
Il meurt à Sarajevo le 16 février 2016.

## Sources
1. 1 2 3 4 5 6 7  angelfire.com
2. 1 2 3 4 5  Libération
3. 1 2  Togoran.com
4. 1 2 3 4  BOSNIE-HERZÉGOVINE : IN MEMORIAM SRĐAN DIZDAREVIĆ, Courrier des Balkans, 16 February 2016
5. 1 2  Al Jazeera Balkans